# はるかひとみ
はるか ひとみ（はるか ひとみ、1983年5月30日 - ）は、日本の女性声優、歌手。ASlinkProject所属。東京都出身。ドワンゴアーティストプロダクション所属時に芸名を春夏ひとみとし、ASlinkProject所属時に現在の平仮名表記へと改名。ラムズ所属時、および本名は森嶋 仁美（もりしま ひとみ）。

## 人物
RAMS Professional Education卒業。
以前はラムズ、ドワンゴアーティストプロダクションに所属、フリーを経て2015年11月よりASlinkProjectに所属。
趣味は散歩、料理、読書、サッカー観戦。特技は野菜を切る、テニス、バドミントン。
愛称はひっとん。名付け親は南條愛乃。

## 出演
太字はメインキャラクター。

### テレビアニメ
- 野菜村（時期不明、ナレーター）
- ヴァイス・サヴァイヴ（2009年、オペレッタ）- 2シリーズ

### OVA
- 最終試験くじらProgressive（2008年、アナウンス）
- T.P.さくら 時空樹防衛戦（2011年、朝倉音夢）

### マンガ動画
- 言うなれば宇宙（2021年、タオ）
- 先輩、俺じゃダメですか？（2021年、涼也妹 他）
- 隣の席の子の秘密（2021年、花木晴一）

### ゲーム
- ショコラ 〜maid cafe "curio"〜（2005年、佐倉澄香）- PS2版
- アクエリアンエイジ オルタナティブ（2007年、和泉はるか 他）
- uni.（2010年、天野平礼奈）
- T.P.さくら 〜タイムパラディンさくら〜（2011年、朝倉音夢）
- D.C.III 〜ダ・カーポIII〜（2012年、朝倉由夢）
- D.C.III Plus 〜ダ・カーポIII プラス〜（2013年、朝倉由夢）

### ドラマCD
- 亡き少女の為のパヴァーヌ（2010年、萩日加里）
- エミル・クロニクル・オンライン ドラマCD は〜とふるMAP（2012年、マディラ）
- ∞（ムゲン）伝説MEGAミックス（2017年、ラフレシア）
- あめふらし（2018年、藤堂彩楓[6]）
- 怪盗ではない海藤ルミ子（2019年、海藤ルミ子）

### ラジオ
※はインターネット配信。
- パケットラジオ「いろメロ最新情報」「いろメロ最新情報DX」
- 情報アキハバラエティ はばラヂ（2009年（第171・172回、BBstation）- アシスタント代理出演
- tororo団長のあ!!そこが知りたい（2010年 - 、HiBiKi Radio Station）- アシスタント）
- みんなで響き合うラジオ『uni.ラジ』（2010年、HiBiKi Radio Station）
- はるかひとみのふるこねくと！ちゃんねる（2016年 - 2017年(Rakuten.FM)、2017年(郡山FM)、2017年 - (フラワーラジオ)）

### ナレーション
- 毎日新聞ポッドキャストエンタメ情報
- ドコモメロディコール
- アイケアホーム
- アートアクアリウムTV（リウムちゃん,木村英智ドキュメンタリー映像）
- skipシティ 彩の国ビジュアルプラザ 2015

## ディスコグラフィ

### 歌手参加楽曲
| 発売日   | 商品名                                         | 歌                              | 楽曲                     | 備考 |
| 2007年   | 2007年                                         | 2007年                          | 2007年                   | 2007年 |
| -------- | ---------------------------------------------- | ------------------------------- | ------------------------ | --- |
| 11月28日 | CircusLand I 〜ボーカルアルバム〜              | ひーこ                          | 「ぎゅんぎゅんsummer!!」 | PCゲーム『CircusLand I 〜ドキ! ヒロインいっぱい初音島★コスプレミスコン祭り♪よりどりみどりで♪好きな子選んで着せ替え育成デートだょ 兄さん♪〜』挿入歌 |
| 11月28日 | CircusLand I 〜ボーカルアルバム〜              | miru、ひーこ、愛乃、Arisa、華憐 | 「Chaotic you」          | PCゲーム『CircusLand I 〜ドキ! ヒロインいっぱい初音島★コスプレミスコン祭り♪よりどりみどりで♪好きな子選んで着せ替え育成デートだょ 兄さん♪〜』挿入歌 |
| 2008年   |                                                |                                 |                          | |
| 3月14日  | D.C.P.K. 〜ダ・カーポーカー〜 ボーカルアルバム | Heco                            | 「にじいろ」             | PCゲーム『D.C.P.K. 〜ダ・カーポーカー〜』関連曲 |

### 作詞提供
- 加瀬愛奈「僕らの場所へ」（2008年）
- 愛乃「君の空に」（2008年）
- 本人の曲「にじいろ」（2008年）
- 南條愛乃「Gerbera」（2016年）